# Jordin Sparks-diszkográfia
Ez Jordin Sparks, az amerikai popénekesnő, a 6. American Idol győztesének eddigi zenei szólókiadványainak listája. Eddig két albuma, hat kislemeze és öt videóklipje jelent meg.

## Albumok

### Stúdióalbumok
| Év   | Album                                        | Legmagasabb helyezés | Legmagasabb helyezés | Legmagasabb helyezés | Legmagasabb helyezés | Legmagasabb helyezés | Legmagasabb helyezés | Legmagasabb helyezés | Legmagasabb helyezés | Legmagasabb helyezés | Minősítés                    | Eladások         |
| Év   | Album                                        | US                   | AUS                  | CAN                  | GER                  | IRE                  | NL                   | NZ                   | SWE                  | UK                   | Minősítés                    | Eladások         |
| ---- | -------------------------------------------- | -------------------- | -------------------- | -------------------- | -------------------- | -------------------- | -------------------- | -------------------- | -------------------- | -------------------- | ---------------------------- | ---------------- |
| 2007 | Jordin Sparks - Kiadó: Jive, Zomba           | 10                   | 17                   | 12                   | 42                   | 19                   | 41                   | 10                   | 57                   | 17                   | - RIAA: Platina - BPI: Arany | - USA: 1 020 000 |
| 2009 | Battlefield - Kiadó: Jive, Zomba, Sony Music | 7                    | 34                   | 15                   | 62                   | 17                   | —                    | 17                   | —                    | 11                   |                              | - USA: 109 000   |

### Középlemezek
Jordin Sparks EP
- Megjelenés: 2007. május 24.
- Slágerlistás helyezés: U.S. Billboard Top Digital Albums: 2.

## Kislemezek
| Év   | Kislemez                      | Legmagasabb helyezés | Legmagasabb helyezés | Legmagasabb helyezés | Legmagasabb helyezés | Legmagasabb helyezés | Legmagasabb helyezés | Legmagasabb helyezés | Legmagasabb helyezés | Legmagasabb helyezés | Legmagasabb helyezés | Minősítés                    | Album         |
| Év   | Kislemez                      | US                   | AUS                  | CAN                  | GER                  | IRE                  | NL                   | NZ                   | SWE                  | UK                   | EU                   | Minősítés                    | Album         |
| ---- | ----------------------------- | -------------------- | -------------------- | -------------------- | -------------------- | -------------------- | -------------------- | -------------------- | -------------------- | -------------------- | -------------------- | ---------------------------- | ------------- |
| 2007 | "This Is My Now"1             | 15                   | —                    | 66                   | —                    | —                    | —                    | —                    | —                    | —                    | —                    |                              | Jordin Sparks |
| 2007 | "Tattoo"                      | 8                    | 5                    | 3                    | 19                   | 48                   | 19                   | 12                   | 26                   | 24                   | 28                   | - AUS: Platina - US: Platina | Jordin Sparks |
| 2008 | "No Air" (w/ Chris Brown)     | 3                    | 1                    | 3                    | 10                   | 2                    | 9                    | 1                    | 10                   | 3                    | 3                    | - USA: Platina               | Jordin Sparks |
| 2008 | "One Step at a Time"          | 17                   | 12                   | 11                   | 55                   | 42                   | —                    | 2                    | 53                   | 16                   | 9                    | - AUS: Arany                 | Jordin Sparks |
| 2009 | "Battlefield"                 | 10                   | 4                    | 5                    | 40                   | 9                    | 19                   | 3                    | 39                   | 11                   | 23                   | - AUS: Arany - NZ: Arany     | Battlefield   |
| 2009 | "S.O.S. (Let the Music Play)" |                      |                      |                      |                      |                      |                      |                      |                      |                      |                      |                              | Battlefield   |

- 1 Csak az USA-ban és Kanadában lehet letölteni

### Egyéb slágerlistás dalok
| Év   | Dal                  | Legmagasabb helyezés | Album            |
| Év   | Dal                  | US Hot 100           | Album            |
| ---- | -------------------- | -------------------- | ---------------- |
| 2007 | "I Who Have Nothing" | 80                   | Jordin Sparks EP |
| 2007 | "A Broken Wing"      | 66                   | Jordin Sparks EP |
| 2009 | "Walking on Snow"    | 102                  | Battlefield      |

## Videóklipek
| Év   | Dal                           | Rendező         |
| ---- | ----------------------------- | --------------- |
| 2007 | "Tattoo"                      | Matthew Rolston |
| 2008 | "No Air"                      | Chris Robinson  |
| 2008 | "One Step at a Time"          | Ray Kay         |
| 2008 | "Tattoo" (UK/EU Version)      | Scott Speer     |
| 2009 | "Battlefield"                 | Philip Andelman |
| 2009 | "S.O.S. (Let the Music Play)" | Chris Robinson  |